# ويتني أوسويجوي
ويتني أوسويجوي (بالإنجليزية: Whitney Osuigwe)‏ هي لاعبة كرة مضرب أمريكية ولدت في 17 أبريل 2002.

## روابط خارجية
- ويتني أوسويجوي على موقع رابطة محترفات التنس (الإنجليزية)
- ويتني أوسويجوي على موقع الاتحاد الدولي لكرة المضرب (الإنجليزية)
- ويتني أوسويجوي على موقع خلاصة التنس.كوم (الإنجليزية)
- ويتني أوسويجوي على موقع إي إس بي إن.كوم (الإنجليزية)